# Élections législatives de 1893 dans le Var
Les élections législatives de 1893 ont eu lieu les 20 août et 3 septembre.

## Députés élus
|   | Circonscription | Député sortant        |  | Groupe parlementaire | Député élu             |  | Groupe parlementaire |
| - | --------------- | --------------------- |  | -------------------- | ---------------------- |  | -------------------- |
| 1 | Brignoles       | Charles Rousse        |  | Extrême gauche       | Charles Rousse         |  | Extrême gauche       |
| 2 | Draguignan      | Georges Clémenceau    |  | Extrême gauche       | Joseph-Auguste Jourdan |  | Extrême gauche       |
| 3 | 1re de Toulon   | Camille Raspail       |  | Extrême gauche       | Jean-Baptiste Abel     |  | Gauche Radicale      |
| 4 | 2e de Toulon    | Gustave Paul Cluseret |  | Ouvrier              | Gustave Paul Cluseret  |  | Groupe nationaliste  |

## Résultats à l'échelle du département
| Partis         | Partis               | Premier tour | Premier tour | Deuxième tour | Deuxième tour | Sièges |
| Partis         | Partis               | Voix         | %            | Voix          | %             | Sièges |
| -------------- | -------------------- | ------------ | ------------ | ------------- | ------------- | ------ |
|                | Radicaux-socialistes | 21 605       | 51,01        | 31 337        | 63,72         | 3      |
|                | Radicaux             | 12 236       | 28,89        | 5 295         | 10,77         | 0      |
|                | Socialistes          | 8 076        | 19,07        | 11 776        | 23,94         | 1      |
|                | Divers               | 437          | 1,03         | 772           | 1,57          | 0      |
|                |                      |              |              |               |               |        |
| Inscrits       | Inscrits             | 81 818       | 100,00       | 82 218        | 100,00        | 4      |
| Votants        | Votants              | 42 887       | 52,42        | 49 680        | 60,42         |        |
| Abstentions    | Abstentions          | 38 931       | 47,58        | 32 538        | 39,58         |        |
| Blancs et nuls | Blancs et nuls       | 533          | 1,24         | 500           | 1,01          |        |
| Exprimés       | Exprimés             | 42 354       | 98,76        | 49 180        | 98,99         |        |

## Résultats par arrondissement

### Arrondissement de Brignoles
| Candidats      | Candidats           | Étiquette          | Premier tour | Premier tour | Deuxième tour | Deuxième tour |
| Candidats      | Candidats           | Étiquette          | Voix         | %            | Voix          | %             |
| -------------- | ------------------- | ------------------ | ------------ | ------------ | ------------- | ------------- |
|                | Charles Rousse      | Radical-socialiste | 2 523        | 26,91        | 6 515         | 66,61         |
|                | Réquier             | Radical            | 1 831        | 19,53        |               |               |
|                | Ferrouillat         | Radical            | 1 571        | 16,76        |               |               |
|                | Cademortari-Pomerol | Socialiste         | 1 511        | 16,12        | 3 142         | 32,12         |
|                | Groué               | Radical            | 638          | 6,80         |               |               |
|                | Goiran              | Radical            | 580          | 6,19         |               |               |
|                | Caffarena           | Radical            | 475          | 5,07         |               |               |
|                | Divers              | Divers             | 247          | 2,63         | 124           | 1,27          |
|                |                     |                    |              |              |               |               |
| Inscrits       | Inscrits            | Inscrits           | 18 211       | 100,00       | 18 328        | 100,00        |
| Votants        | Votants             | Votants            | 9 510        | 52,22        | 9 941         | 54,24         |
| Abstention     | Abstention          | Abstention         | 8 701        | 47,78        | 8 387         | 45,76         |
| Blancs et nuls | Blancs et nuls      | Blancs et nuls     | 134          | 1,41         | 160           | 1,61          |
| Exprimés       | Exprimés            | Exprimés           | 9 376        | 98,59        | 9 781         | 98,39         |

### Arrondissement de Draguignan
| Candidats      | Candidats              | Étiquette          | Premier tour | Premier tour | Deuxième tour | Deuxième tour |
| Candidats      | Candidats              | Étiquette          | Voix         | %            | Voix          | %             |
| -------------- | ---------------------- | ------------------ | ------------ | ------------ | ------------- | ------------- |
|                | Georges Clémenceau     | Radical-socialiste | 6 679        | 44,19        | 8 610         | 47,46         |
|                | Joseph-Auguste Jourdan | Radical-socialiste | 4 705        | 31,13        | 9 503         | 52,38         |
|                | Vicent                 | Radical            | 1 717        | 11,36        |               |               |
|                | Auguste Maurel         | Radical            | 1 034        | 6,84         |               |               |
|                | Rouvier                | Radical            | 487          | 3,22         |               |               |
|                | Arthur Engelfred       | Radical            | 258          | 1,71         |               |               |
|                | Antelme                | Radical            | 194          | 1,28         |               |               |
|                | Divers                 | Divers             | 41           | 0,27         | 30            | 0,17          |
|                |                        |                    |              |              |               |               |
| Inscrits       | Inscrits               | Inscrits           | 25 380       | 100,00       | 25 463        | 100,00        |
| Votants        | Votants                | Votants            | 15 218       | 59,96        | 18 296        | 71,85         |
| Abstention     | Abstention             | Abstention         | 10 162       | 40,04        | 7 167         | 28,15         |
| Blancs et nuls | Blancs et nuls         | Blancs et nuls     | 103          | 0,68         | 153           | 0,84          |
| Exprimés       | Exprimés               | Exprimés           | 15 115       | 99,32        | 18 143        | 99,16         |

### Arrondissement de Toulon

#### 1recirconscription
| Candidats      | Candidats          | Étiquette          | Premier tour | Premier tour | Deuxième tour | Deuxième tour |
| Candidats      | Candidats          | Étiquette          | Voix         | %            | Voix          | %             |
| -------------- | ------------------ | ------------------ | ------------ | ------------ | ------------- | ------------- |
|                | Jean-Baptiste Abel | Radical-socialiste | 2 548        | 29,54        | 3 366         | 31,98         |
|                | Janet              | Radical-socialiste | 2 312        | 26,81        | 3 343         | 31,77         |
|                | Emile Champagnac   | Socialiste         | 2 028        | 23,51        | 3 197         | 30,38         |
|                | Louis Martin       | Radical-socialiste | 923          | 10,70        |               |               |
|                | Josué Milhaud      | Socialiste         | 683          | 7,92         |               |               |
|                | Divers             | Divers             | 131          | 1,52         | 618           | 5,87          |
|                |                    |                    |              |              |               |               |
| Inscrits       | Inscrits           | Inscrits           | 18 627       | 100,00       | 18 627        | 100,00        |
| Votants        | Votants            | Votants            | 8 693        | 46,67        | 10 561        | 56,70         |
| Abstention     | Abstention         | Abstention         | 9 934        | 53,33        | 8 066         | 43,30         |
| Blancs et nuls | Blancs et nuls     | Blancs et nuls     | 68           | 0,78         | 37            | 0,35          |
| Exprimés       | Exprimés           | Exprimés           | 8 625        | 99,22        | 10 524        | 99,65         |

#### 2ecirconscription
| Candidats      | Candidats             | Étiquette          | Premier tour | Premier tour | Deuxième tour | Deuxième tour |
| Candidats      | Candidats             | Étiquette          | Voix         | %            | Voix          | %             |
| -------------- | --------------------- | ------------------ | ------------ | ------------ | ------------- | ------------- |
|                | Gustave Paul Cluseret | Socialiste         | 3 854        | 41,72        | 5 437         | 50,66         |
|                | Alfred Vivien         | Radical            | 3 451        | 37,36        | 5 295         | 49,34         |
|                | Gensollen             | Radical-socialiste | 1 915        | 20,73        |               |               |
|                | Divers                | Divers             | 18           | 0,19         |               |               |
|                |                       |                    |              |              |               |               |
| Inscrits       | Inscrits              | Inscrits           | 19 600       | 100,00       | 19 800        | 100,00        |
| Votants        | Votants               | Votants            | 9 466        | 48,30        | 10 882        | 54,96         |
| Abstention     | Abstention            | Abstention         | 10 134       | 51,70        | 8 918         | 45,04         |
| Blancs et nuls | Blancs et nuls        | Blancs et nuls     | 228          | 2,41         | 150           | 1,38          |
| Exprimés       | Exprimés              | Exprimés           | 9 238        | 97,59        | 10 732        | 98,62         |